# Maria Stonawski

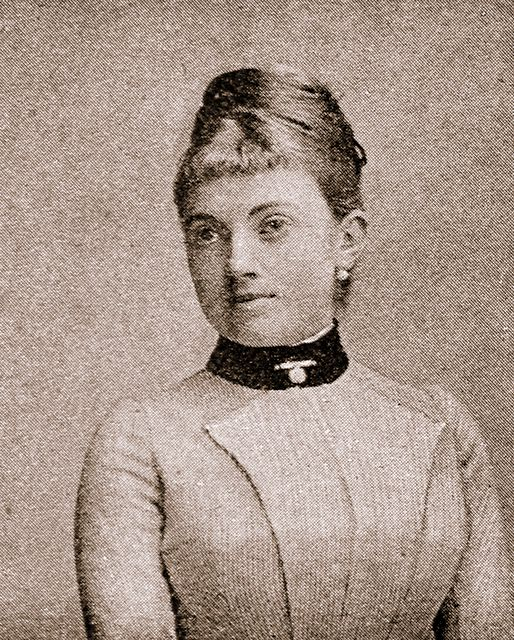
Maria Stona

Maria Stonawski, geschiedene Scholz, verheiratete Kleinert (* 1. Dezember 1861 in Strzebowitz [Třebovice], jetzt ein Stadtteil von Ostrava, Bezirk Wagstadt; † 30. März 1944 ebenda) war Eigentümerin von Gut und Schloss Strzebowitz bei Mährisch-Ostrau, Mäzenin und Schriftstellerin unter dem Pseudonym Maria Stona.

## Leben und Wirken
Maria Stonawski war eine Tochter des Joseph Stonawski, welcher als Gutspächter im Jahre 1861 Gut und Schloss Strzebowitz kaufte, und seiner Ehefrau Marie, geborene Prymus aus Schöbischowitz, Bezirk Teschen in Teschener Schlesien, jetzt Soběšovice. Die ersten zwei Silben ihres Geburtsnamen Stonawski wurden ihr Pseudonym Maria Stona.
Maria heiratete im Jahre 1881 Dr. jur. Albert Scholz, einen Sohn des Unternehmers Alois Scholz (1821–1883), Direktor der Hütten der Witkowitzer Berg- und Hüttengewerkschaft in Mährisch-Ostrau. Das Ehepaar Maria und Albert Scholz lebte von 1881 bis 1888 in Chropin in Mähren. Dort kam am 16. August 1882 deren Tochter Helene Scholz-Zelezny und am 22. Juni 1884 der Sohn Siegfried Adalbert (1884–1939) zur Welt. Helene wurde Bildhauerin und lebte meist in Rom. Maria Scholz war die Tante von Eugenia Wasilewska.
Die Ehe mit Albert Scholz wurde im Jahre 1899 geschieden. Maria Stona heiratete in zweiter Ehe den Schriftsteller, Redakteur und Kunstkritiker Karl Erasmus Kleinert (1837–1933). Im Jahre 1933 gab Maria Stona eine Würdigung seines Lebens heraus: Ein Altösterreicher – Karl Erasmus Kleinert. Seine Biografie und seine Werke erschienen im Verlag Adolf Drechsler, Troppau in Schlesien. In Textstellen wird auf eine Eheschließung mit ihr Bezug genommen.

### Literatenkreis auf Schloss Strebowitz bei Mährisch-Ostrau
Nach dem Tod des Vaters Joseph Stonawski übernahm Maria Stona die Güter Strzebowitz und Martinau in Schlesien, sie ließ Schloss Strzebowitz und den umgebenden Park als ihren Wohnsitz umgestalten. Auf Schloss Strzebowitz bei Mährisch Ostrau war Maria Stona – wie ihren Gästebüchern zu entnehmen war – Mittelpunkt eines Literatenkreises. Zu ihm zählten die Schriftstellerin Marie Freifrau von Ebner-Eschenbach, die Friedensnobelpreisträgerin Bertha von Suttner, der Schriftsteller Alexander Roda Roda, der Arzt und Schriftsteller Karl Schönherr, der Schriftsteller und Publizist Paul Keller, der dänische Literaturkritiker Georg Brandes, der Schriftsteller Oskar Kokoschka, der Journalist und Publizist Theodor Herzl und Persönlichkeiten des politischen Lebens. Sie förderte junge Künstler, zu welchen der tschechische Pianist und Komponist Ilja Hurník gehörte und unternahm Reisen u. a. nach Osteuropa, Südfrankreich und Spanien.

### Wirken als Schriftstellerin
Zu ihrem umfangreichen schriftstellerischen Erbe gehören Reisebeschreibungen, Gedichtbände mit heimatverbundener, oft sentimentaler Lyrik, Erzählungen, Novellen und Romane. (Fritz Echler: Einleitung zu Maria Stona: Dorfgestalten im Vorfeld von Groß-Ostrau, Odertorverlag für Schriften aus dem Ost-Sudetenland, Heidelberg 1962) Maria Stona zählte zu den bedeutendsten Schriftstellerinnen ihrer Zeit. Sie schöpfte ihre Themen mit psychologischer Einfühlungsgabe aus der sie umgebenden Welt, welche unterging, als die Rote Armee zu Ende des Zweiten Weltkrieges im Jahre 1945 auf dem Vormarsch nach Berlin auch Schlesien, Mähren und Böhmen besetzte und Schloss Strzebowitz geplündert, verwüstet und 1958 zerstört wurde.
Maria Stona, verstorben im Jahre 1944, schuf in ihren Werken den deutsch-, tschechisch- und polnischsprachigen Menschen (hauptsächlich Einwanderer aus Galizien) am Oberlauf der Oder im Mündungsgebiet der Oppa, der nahen Industriemetropole Mährisch-Ostrau und der Verwaltungsstadt Troppau in Mähren ein mit den Augen einer vermögenden Frau gesehenes Erinnerungsbild mit erstaunlich selbstsicherer Beurteilung der Personen und deren Lebensumstände. Einige ihrer Gedichtbände wurden nach ihrem Tod von der Schriftstellerin Helena Salichova in die tschechische Sprache übersetzt.

## Werke (Auswahl)
- Das Buch der Liebe. Anzengruber Verlag, Wien/Berlin 1888, 3. erweiterte Auflage 1897.
- Liebe einer jungen Frau. 3. Auflage, Anzengruber Verlag, Wien/Berlin.
- Klingende Tiefen. Neue Gedichte. Anzengruber Verlag, Wie/Berlin.
- König Eri, Ein Lied der Liebe. Anzengruber Verlag Wien/Berlin.
- Menschen und Paragraphie. Novellen. Anzengruber Verlag Wien/Berlin.
- Erzählt und gesungen. Novellen und Gedichte. Anzengruber Verlag, Wien/Berlin.
- Ludwig Jakobowski im Licht des Lebens. Mit Beiträgen von H. Friedrich, R. M. Werner Georg Brandes, A. K. T. Tielo und anderen, Anzengruber Verlag, Wien/Berlin.
- Der Rabenschrei, Roman einer Scheidung. 1907.
- Die Heidelerche und andere heitere Geschichten. Philipp-Reclam-Verlag, 1910.
- Mein Dorf, Novellen und Skizzen aus Schlesien. Kürschners Bücherschatz Nr. 604.
- Flammen und Fluten. Gedichte. Anzengruber Verlag Wien/Berlin, 1912 (online – Internet Archive).
- Klein Doktor – Ein Kinderleben. Turmverlag Albert Platzek, Leipzig 1918.
- Das Doppelfest im Ort. In: Rur-Blumen, Jahrgang 1923, Nr. 12, Blätter für Heimatgeschichte. Beilage zum Jülischen Kreisblatt, Jahrgang 1921 bis 1924.
- Von Prag in die Provence über Strassburg, Verdun und Reims. Anzengruber Verlag, Wien/Berlin 1922.
- Das schöne Spanien, eine Reise in 51 Bildern. AGV Verlag, Berlin, ohne Jahr (1942 bis 1944).
- Vor dem Sturz. Gesellschaftsroman.
- Rachel. Roman. 2. Auflage, Anzengruber Verlag, Wien/Berlin.
- O du spaßige Welt der Frauen. Steyrermühl Verlag, Wien, Tagblatt Bibliothek, Nr. 76.
- Die wilde Wolhynierin. Roman aus der Ukraine. Anzengruber Verlag, Wien und Leipzig, 1922. (Eine erkennbare Anlehnung an die Jugend einer Cousine von Maria Stona, Wilhelmine Ladislawa Koszyc (Kosietz), in 1. Ehe verehelichte Ebenhöch, in 2. Ehe verehelichte Laessig, verstorben 1938, Tochter des Wenzeslaus Koszyc in Żywiec (Saybusch) in Galizien, damals ein Kronland der Monarchie Österreich-Ungarn).
- Eine Fahrt nach Karpathorußland. Adolf Drechsler Verlag, Troppau 1936.
- Meine Mutter. In: Erzähltes Erbe – Auslese ostdeutscher Erzählkunst. Odertor-Verlag für Schrifttum aus dem Ostsudetenland, Heidelberg 1961, Seite 27 bis 52.
- Dorfgestalten aus dem Vorfeld von Groß-Ostrau. Ausgewählt, eingeleitet und herausgegeben von Fritz Eichler, Odertor-Verlag für Schrifttum aus den Ostsudetenland, Heidelberg 1962. (Mit einer Widmung zum 100. Geburtstag von Maria Stona und einer Portrait-Fotografie von ihr.)